# Sankt Martin bei Lofer
Sankt Martin bei Lofer è un comune austriaco di 1 146 abitanti nel distretto di Zell am See, nel Salisburghese. Tra il 1939 e il 1946 era stato aggregato al comune di Lofer.

## Monumenti e luoghi d'interesse
- Castel Grubhof